# MOON/blossom
MOON/blossom – czterdziesty ósmy singel japońskiej piosenkarki Ayumi Hamasaki, wydany 14 lipca 2010. Pierwszy utwór MOON został użyty w reklamie Honda Zest Spark Kei-car. W pierwszym tygodniu sprzedano 70 568 kopii, natomiast 96 490 całościowo. Singel zdobył status złotej płyty.

## Lista utworów

### MOON/blossom
Wersja CD+DVD
| CD  |                                         |                  |                |      |
| Nr  | Tytuł                                   | Muzyka           | Aranżacja      | Czas |
| 1.  | "MOON (Original mix)"                   | Yasuhiko Hoshino | Yuta Nakano    | 5:47 |
| 2.  | "blossom (Original mix)"                | Yasuhiko Hoshino | Yuta Nakano    | 4:07 |
| 3.  | "Microphone (THE LOWBROWS remix)"       | Yuta Nakano      | Yuta Nakano    | 3:47 |
| 4.  | "MOON (Original mix -Instrumental-)"    | Yasuhiko Hoshino | Yuta Nakano    | 5:47 |
| 5.  | "blossom (Original mix -Instrumental-)" | Yasuhiko Hoshino | Yuta Nakano    | 4:05 |
| DVD |                                         |                  |                |      |
| Nr  | Tytuł                                   | Muzyka           | Reżyser        | Czas |
| 1.  | "MOON" (video clip)                     | Yasuhiko Hoshino | Hideaki Sunaga | 5:55 |
| 2.  | "MOON" (making clip)                    | Yasuhiko Hoshino |                | 3:55 |

Wersja CD
| Nr | Tytuł                                   | Muzyka           | Aranżacja   | Czas |
| -- | --------------------------------------- | ---------------- | ----------- | ---- |
| 1. | "MOON (Original mix)"                   | Yasuhiko Hoshino | Yuta Nakano | 5:47 |
| 2. | "blossom (Original mix)"                | Yasuhiko Hoshino | Yuta Nakano | 4:07 |
| 3. | "Microphone (THE LOWBROWS remix)"       | Yuta Nakano      | Yuta Nakano | 3:47 |
| 4. | "Last Links (Orchestra version)"        | Tetsuya Yukumi   | CMJK        | 4:43 |
| 5. | "blossom (Original mix -Instrumental-)" | Yasuhiko Hoshino | Yuta Nakano | 5:47 |
| 6. | "MOON (Original mix -Instrumental-)"    | Yasuhiko Hoshino | Yuta Nakano | 4:05 |

### blossom/MOON
| CD |                                                |                  |             |      |
| Nr | Tytuł                                          | Muzyka           | Aranżacja   | Czas |
| 1. | "blossom (Original mix)"                       | Yasuhiko Hoshino | Yuta Nakano | 4:07 |
| 2. | "MOON (Original mix)"                          | Yasuhiko Hoshino | Yuta Nakano | 5:47 |
| 3. | "Don't look back (Reggae Disco Rockers remix)" | Yuta Nakano      | CMJK        | 4:43 |
| 4. | "meaning of Love (Acoustic Piano version)"     | Tetsuya Yukumi   | HIKARI      | 5:22 |
| 5. | "blossom (Original mix -Instrumental-)"        | Yasuhiko Hoshino | Yuta Nakano | 5:47 |
| 6. | "MOON (Original mix -Instrumental-)"           | Yasuhiko Hoshino | Yuta Nakano | 4:05 |